# Ipertecosi
L' ipertecosi  è una malattia a carico del follicolo ovarico caratterizzata dall'iperplasia della teca interna dell'ovaio.

## Epidemiologia
Colpisce esclusivamente le donne e la sua incidenza non è elevata, sebbene rappresenti la maggior causa di iperandrogenismo post-menopausale.

## Clinica
Le ovaie risultano ingrandite e le manifestazioni cliniche principali comprendono irsutismo e amenorrea. Meno frequentemente è presente ipertensione arteriosa.

## Diagnostica
Entra in diagnosi differenziale con la neoplasia ovarica, dalla quale può essere distinta mediante risonanza magnetica o, invasivamente, tramite campionamento venoso.

## Trattamento
Il trattamento può prevedere, in caso di virilizzazione importante, l'ovariectomia bilaterale o, in alternativa, la terapia farmacologica con agonisti del GnRH.